# اشکک
در کالبدشناسی جمجمه، به محل پیوند فک بالا، استخوان اشکی، و استخوان پیشانی، اَشکَک یا داکریون (انگلیسی: Dacryon) می‌گویند.